# سن کارلوس ۱، تگزاس
سن کارلوس ۱ (به انگلیسی: San Carlos I) یک منطقهٔ مسکونی در ایالات متحده آمریکا است که در تگزاس واقع شده‌است. سن کارلوس ۱ ۳۱۶ نفر جمعیت دارد.